# Wysadzenie pociągu w Choszczówce (1943)
Wysadzenie pociągu w Choszczówce 27/28 września 1943 – akcja Armii Krajowej, przeprowadzona w nocy 27/28 września 1943 roku i mająca na celu wysadzenie pociągu pancernego przerzucanego z Gdańska na front wschodni. Wysadzenia dokonano na trasie Modlin – Warszawa. Akcję wykonał Oddział Dyspozycyjny z Batalionu Saperów Praskich w liczbie ok. 70 żołnierzy.

## Przebieg akcji
Pod torami zamontowano minę główną z zapalnikiem elektrycznym oraz po obu jej stronach miny pułapki z zapalnikami naciskowymi. Zamiast zapowiedzianego przez wywiad AK pociągu pancernego 27 września ok. godziny 23.40 nadjechał od strony Modlina pociąg z jeńcami wojennymi. Spowodował on wybuch miny pułapki. Mina główna nie zdetonowała. W wyniku eksplozji uszkodzona została lokomotywa. Około godziny 0.40 wybuchła druga mina pułapka pod najeżdżającym od strony Warszawy pociągiem ratowniczym.